# Col de la Moutière
De Col de la Moutière is een 2454 meter hoge bergpas in de Franse Alpen die de verbinding vormt tussen Jausiers en Saint-Dalmas-le-Selvage. De pashoogte vormt de grens tussen de departementen Alpes-Maritimes en Alpes-de-Haute-Provence. De pasweg is gewoonlijk van mei tot oktober voor verkeer geopend.
De route over de Col de la Moutière loopt parallel aan de route van de nabijgelegen, veel hogere Col de la Bonette. De weg naar de Col de la Moutière is alleen aan de zuidzijde geasfalteerd. Vanaf de pashoogte is de weg naar Jausiers te bereiken via een gehavende, maar berijdbare steenslagweg.